# اسید هاوس
اسید هاوس (به انگلیسی: Acid house) زیرشاخه‌ای از موسیقی هاوس است که روی قالب‌های تکرارشونده و هیپنوتیزمی ترنس‌مانند تاکید دارد، که معمولاً همراه با صدای نمونه برداری شده خواننده یا خط‌های محاوره مانند به جای استفاده مستقیم از خواننده و شعر است. هسته سرکوب‌کننده صدای سبک فوق توسط دی جی‌های اهل شیکاگو که استفاده از دستگاههای سینث سایزر-سیکوئنسر الکترونیک تی بی۳۰۳ را تجربه می‌کردند در اواسط سالهای ۱۹۸۰ میلادی توسعه پیدا کرد. اسید هاوس سپس به بریتانیا، استرالیا و قاره اروپا گسترش پیدا کرد به طوری که توسط
دی جی‌های روزهای اوایل موسیقی رِیو پخش می‌شد. در اواخر دهه ۱۹۸۰ میلادی، قطعات و میکس‌های مجدد کاپی‌کَت (به انگلیسی: CopyCat) سبک اسید هاوس را به جریان اصلی موسیقی معرفی کرد که تحت تاثیر سبک‌های موسیقی پاپ و موسیقی رقص می‌بود.
با نام مستعار صدای اسید، سبک موسیقی اسیدهاوس تفاوتی عمده با سبک‌های نوظهور دیپ هاوس یا وکال هاوس پیدا کرد که آنرا کمینه‌تر، خیلی سبک‌تر یا با غیاب سازبندی و به طور کلی سخت‌تر یا صدای ترنسی تری نسبت به آنها داشت. این جهت‌گیری دوراهی به عنوان جداسازی زودهنگامی در موسیقی هاوس ثبت شد که به صورت مستقیم همبسته به پیدایش سبک هارد دنس و ترنس می‌شد که نقطه عطفی در عرصه توسعه موسیقی رِیو بود. سرسختی این سبک حاصل اکتشاف صدای عجیبی بود که توسط سینث سایزر خط باس رولند تی بی ۳۰۳ تولید می‌شد. هنگام پیچ و تاب دادن ریتم سرراست ۴/۴ که توسط تعداد زیادی از سبک‌های موسیقی هاوس و تکنو به صورت مشترک استفاده می‌شد، برای تولید ریتم‌های بسیار قوی و ضربه‌ای تری نسبت به سبک پاپ یا موسیقی الکترو، برنامه‌ریزی شده بود. هردوی این عناصر در بیشترین قطعه‌هایی که به عنوان هسته اصلی صدای اسیدهاوس شناخته شده‌اند، دیده می‌شوند. دیگر صدای معروف شرکت رولند صدای درام ماشین تی آر ۸۰۸ بود که به صورت مشترک استفاده می‌شد. اسیدهاوس بر موسیقی رقص به صورت محسوسی با در نظرگرفتن تعدادی از قطعه‌های موسیقی الکترونیک که اسیدهاوس را به صورت مرجعی از استفاده از سبک‌های دیگر مانند ترنس - گواترنس - سای ترنس - برک بیت - تکنو - تریپ هاپ و موسیقی هاوس، تحت تأثیر قرار داده‌است.

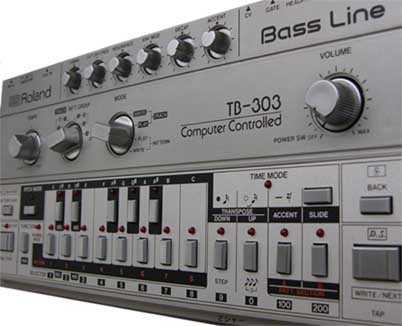
سینث سایزر باس رولند تی بی ۳۰۳ صدای الکترونیک سرکوب کننده‌ای که غالباً در سبک موسیقی اسید هاوس به گوش می‌رسید را تهیه می‌کرد.